# Gyula Rákosi
Gyula Rákosi (Budapest, 9 ottobre 1938) è un allenatore di calcio ed ex calciatore ungherese, di ruolo Centrocampista.

## Carriera
Vinse una medaglia di bronzo alle Olimpiadi di Roma nel 1960.

## Palmarès

### Giocatore

#### Club

##### Competizioni nazionali
- Campionato ungherese: 4

Ferencvaros: 1962-1963, 1964, 1967, 1968
- Coppa d'Ungheria: 2

Ferencvaros: 1957-1958, 1971-1972

##### Competizioni internazionali
- Coppa delle Fiere: 1

Ferencvaros: 1964-1965

#### Nazionale
- Bronzo olimpico: 1

Roma 1960